# Institut international de l'ombudsman
L'Institut international de l'ombudsman a été créé en 1978 et regroupe 240 membres, dont 100 ombudsmans nationaux. Il s'agit d'une organisation internationale à but non lucratif constituée en société selon la loi sur les corporations canadiennes.

## Les membres
Le neuvième congrès de l'Institut international de l'ombudsman est prévu pour 2008.
Il est présidé par M.Ombudsman de l'État d'Iowa (États-Unis).